# Österreichische Alpine Skimeisterschaften 1970
Die Österreichischen Alpinen Skimeisterschaften 1970 fanden vom 4. bis zum 8. März in Schladming statt.

## Herren

### Abfahrt
| Platz | Name                  | Zeit        |
| ----- | --------------------- | ----------- |
| 01    | Josef Loidl           | 2:10,89 min |
| 02    | Rudolf Sailer         | 2:11,23 min |
| 03    | Franz Digruber        | 2:11,31 min |
| 04    | Hans Kogler           | 2:11,66 min |
| 05    | Peter Paul Etschmann  | 2:12,22 min |
| 06    | David Zwilling        | 2:12,23 min |
| 07    | Harald Stuefer        | 2:12,31 min |
| 08    | Manfred Grabler (AUS) | 2:13,17 min |
| 09    | Hubert Berchtold      | 2:14,03 min |
| 10    | Franz Schaller        | 2:14,30 min |

Datum: 6. März 1970

Ort: Schladming

### Riesenslalom
| Platz | Name             | Zeit        |
| ----- | ---------------- | ----------- |
| 01    | Thomas Hauser    | 2:44,99 min |
| 02    | Josef Loidl      | 2:45,38 min |
| 03    | David Zwilling   | 2:45,81 min |
| 04    | Harald Rofner    | 2:45,82 min |
| 05    | Harald Stuefer   | 2:46,39 min |
| 06    | Hubert Berchtold | 2:46,46 min |
| 07    | Hans Kogler      | 2:46,79 min |
| 08    | Franz Digruber   | 2:46,89 min |
| 09    | Leopold Gruber   | 2:46,96 min |
| 10    | Gerhard Riml     | 2:47,01 min |

Datum: 7. März 1970

Ort: Schladming

### Slalom
| Platz | Name             | Zeit        |
| ----- | ---------------- | ----------- |
| 1     | Harald Rofner    | 1:37,36 min |
| 2     | Hubert Berchtold | 1:37,63 min |
| 3     | David Zwilling   | 1:38,21 min |
| 4     | Josef Loidl      | 1:38,38 min |
| 5     | Norbert Wendner  | 1:39,26 min |
| 6     | Harald Stuefer   | 1:39,33 min |

Datum: 8. März 1970

Ort: Schladming

### Kombination
Die Kombination setzt sich aus den Ergebnissen von Slalom, Riesenslalom und Abfahrt zusammen.
| Platz | Name             | Punkte |
| ----- | ---------------- | ------ |
| 1     | Josef Loidl      | 07,50  |
| 2     | David Zwilling   | 15,39  |
| 3     | Harald Rofner    | 21,46  |
| 4     | Hubert Berchtold | 22,82  |
| 5     | Harald Stuefer   | 23,84  |
| 6     | Franz Digruber   | 29,31  |

## Damen

### Abfahrt
| Platz | Name              | Zeit        |
| ----- | ----------------- | ----------- |
| 01    | Wiltrud Drexel    | 1:26,58 min |
| 02    | Annemarie Pröll   | 1:28,66 min |
| 03    | Bernadette Rauter | 1:29,19 min |
| 04    | Brigitte Seiwald  | 1:30,12 min |
| 05    | Heidi Koler       | 1:30,76 min |
| 06    | Eveline Heissler  | 1:31,50 min |
| 07    | Grete Karlbauer   | 1:31,52 min |
| 08    | Sigrid Eberle     | 1:31,53 min |
| 09    | Gertrud Gabl      | 1:31,73 min |
| 10    | Gudrun Resch      | 1:31,88 min |

Datum: 7. März 1970

Ort: Schladming

Piste: Hochwurzen

### Riesenslalom
| Platz | Name               | Zeit        |
| ----- | ------------------ | ----------- |
| 01    | Annemarie Pröll    | 1:42,08 min |
| 02    | Julia Spettel      | 1:44,18 min |
| 03    | Bernadette Rauter  | 1:44,93 min |
| 04    | Wiltrud Drexel     | 1:45,12 min |
| 05    | Heidi Zimmermann   | 1:45,56 min |
| 06    | Heidi Koler        | 1:46,05 min |
| 07    | Eveline Heissler   | 1:46,10 min |
| 08    | Gerti Engensteiner | 1:46,17 min |
| 09    | Marianne Ranner    | 1:46,21 min |
| 10    | Gertrud Gabl       | 1:46,22 min |

Datum: 4. März 1970

Ort: Schladming

### Slalom
| Platz | Name                  | Zeit        |
| ----- | --------------------- | ----------- |
| 01    | Annemarie Pröll       | 1:28,36 min |
| 02    | Gertrud Gabl          | 1:28,84 min |
| 03    | Wiltrud Drexel        | 1:29,15 min |
| 04    | Julia Spettel         | 1:31,07 min |
| 05    | Helene Graswander     | 1:31,31 min |
| 06    | Anneliese Leibetseder | 1:31,45 min |
| 07    | Brigitte Buchberger   | 1:31,93 min |
| 08    | Heidi Zimmermann      | 1:32,29 min |
| 09    | Marianne Ranner       | 1:34,47 min |
| 10    | Monika Kaserer        | 1:35,53 min |

Datum: 5. März 1970

Ort: Schladming

### Kombination
Die Kombination setzt sich aus den Ergebnissen von Slalom, Riesenslalom und Abfahrt zusammen.
| Platz | Name                  | Punkte |
| ----- | --------------------- | ------ |
| 01    | Annemarie Pröll       | 015,78 |
| 02    | Wiltrud Drexel        | 024,03 |
| 03    | Gertrud Gabl          | 063,71 |
| 04    | Julia Spettel         | 071,46 |
| 05    | Heidi Zimmermann      | 086,50 |
| 06    | Anneliese Leibetseder | 101,65 |
| 07    | Marianne Ranner       | 102,09 |
| 08    | Brigitte Buchberger   | 111,53 |
| 09    | Eveline Heissler      | 117,33 |
| 10    | Martina Gappmaier     | 129,05 |